# ノア管区
ノア管区（ノアかんく　英：Nore Command）とは、イギリス海軍が1961年まで数百年に渡って設置していた主要管区の一つ（訳注:管区は担当地域の防衛と、艦隊の支援に当たる組織。日本海軍の鎮守府に相当する）。その最盛期には、司令長官に大将が補職され、イギリスの防衛にもっとも重要な管区の一つとされていた。
ノアとは、テムズ川河口域にあるメドウェー川河口に位置する泊地で、英蘭戦争以降、海軍の艦隊集結地として重視されるようになっていた。ノアに管区が設立されたのは、メドウェー川流域と、造船所のあるシアネスとチャタムを警備するためであり、そしてその長い歴史の大部分においては北海全域をもその担当区域としていた。ナポレオン戦争中、ヤーマス、ラムズゲート（北海管区の別名で知られる）、リース（エディンバラ郊外の港）に、ノア管区隷下の小規模な管区が設置され、これらはやがて独立した管区となったが、後には再びノア管区の隷下に戻った。
第二次世界大戦中、ノア管区はテムズ川河口に位置していることから、その防衛のため重要性を増すとともに、イングランドの北東部沿岸を航行する船舶の保護の任にも当たった。1944年6月のノルマンディー上陸作戦以降は、西部戦線への補給基地として、さらに重要性を増した。
冷戦期に入り、イギリス海軍が徐々にその規模を縮小させていくに連れ、ノア管区の必要性も薄れていった。その結果、1961年3月31日、ノア管区は廃止されその歴史を閉じた。